# Dan Crenshaw
Daniel Reed Crenshaw (ur. 14 marca 1984) – amerykański polityk, były oficer US Navy SEAL, pełniący funkcję członka Izby Reprezentantów z 2. okręgu kongresowego Teksasu od 2019 roku. Okręg ten obejmuje części północnego i zachodniego Houston. Jest członkiem Partii Republikańskiej.
Crenshaw dołączył do służby w Marynarce Wojennej Stanów Zjednoczonych i służył w SEAL Team 3 podczas wojny w Afganistanie, osiągając stopień Komandora podporucznika. Został ranny w akcji, tracąc prawe oko wskutek eksplozji improwizowanego ładunku wybuchowego. Pełnił funkcję asystenta ustawodawczego Reprezentanta stanu Teksas Pete Sessions'a. Został wybrany do Kongresu w wyborach uzupełniających w 2018 r., gdzie zastąpił przechodzącego na emeryturę Teda Poe.